# Marc Krauss
Marc Krauss (né le 5 octobre 1987 à Deshler, Ohio, États-Unis) est un voltigeur et joueur de premier but ayant évolué dans la Ligue majeure de baseball de 2013 à 2015.

## Carrière
Joueur des Bobcats de l'Université de l'Ohio, Marc Krauss est un choix de deuxième ronde des Diamondbacks de l'Arizona en 2009. Alors qu'il évolue en ligues mineures, il est échangé avec le voltigeur Bobby Borchering aux Astros de Houston contre le joueur de troisième but Chris Johnson.
Krauss fait ses débuts dans le baseball majeur avec Houston le 21 juin 2013 contre les Cubs de Chicago. Son premier coup sûr dans les majeures est un double le 25 juin suivant aux dépens du lanceur Edward Mujica des Cardinals de Saint-Louis. Il frappe son premier coup de circuit le 7 juillet contre Justin Grimm des Rangers du Texas.
En 119 matchs au total joués pour Houston en 2013 et 2014, Krauss frappe 10 circuits, produit 34 points et frappe pour ,200 de moyenne au bâton avec un pourcentage de présence sur les buts d'à peine ,274. 
Le 8 décembre 2014, il est réclamé au ballottage par les Angels de Los Angeles mais ne joue que 11 matchs pour eux en 2015. Le 25 juin 2015, les Angels le transfèrent aux Rays de Tampa Bay en échange du lanceur droitier des ligues mineures Kyle Winkler. Le 6 juillet, après 4 matchs joués pour les Rays, il est réclamé au ballottage par les Tigers de Détroit. Il frappe un circuit en 12 matchs avec les Tigers mais est libéré de son contrat le 21 août, peu après son arrivée. Après la saison 2015, il rejoint les Mets de New York.